# فريليسبيرغ (كيبك)
فريليسبيرغ (بالإنجليزية: Frelighsburg, Quebec)‏ هي بلدية محلية في كيبيك تقع في كندا في Brome-Missisquoi Regional County Municipality. يقدر عدد سكانها بـ 1,094 نسمة ومساحتها 124.60 كم2 .

## معرض صور

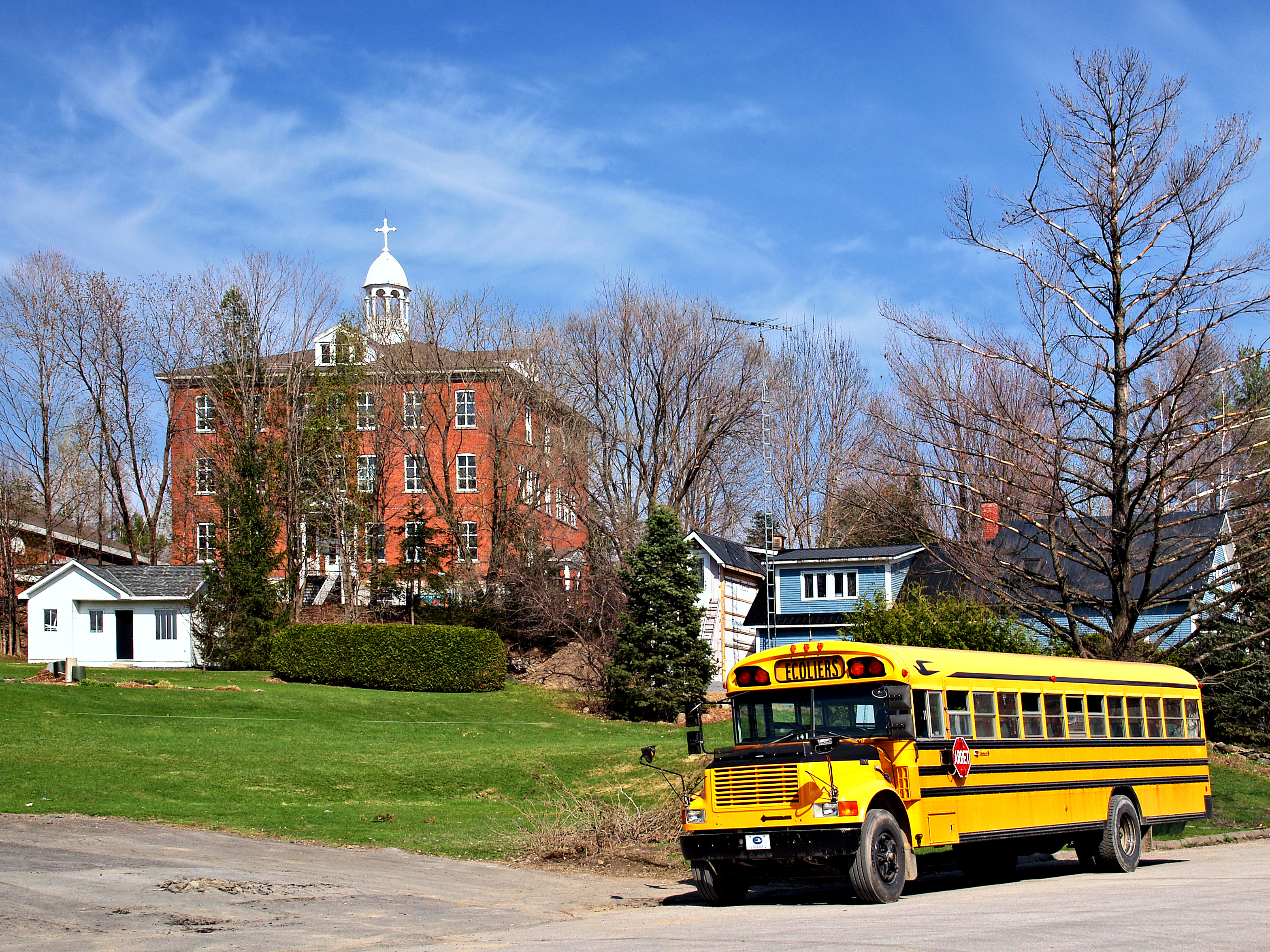
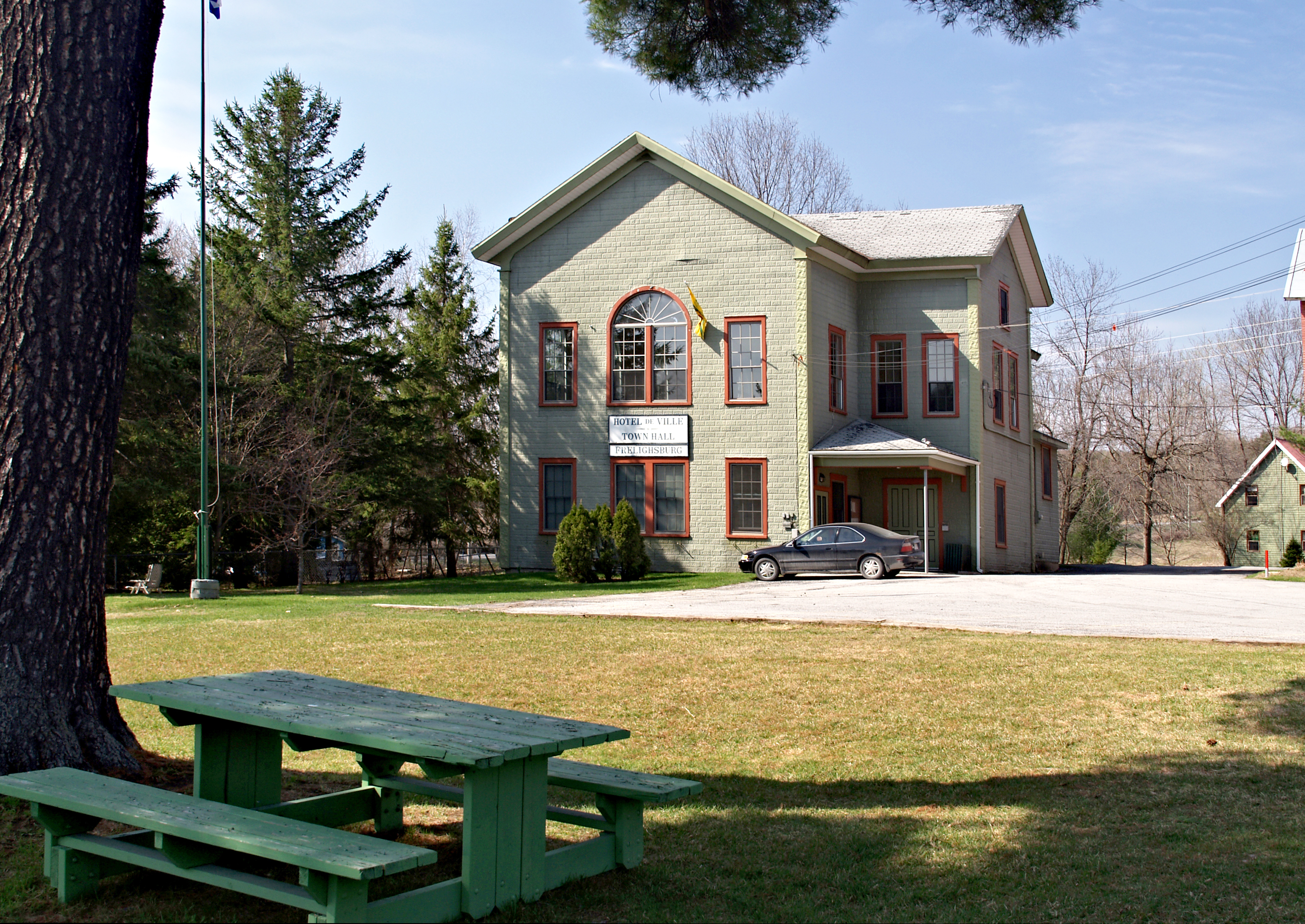
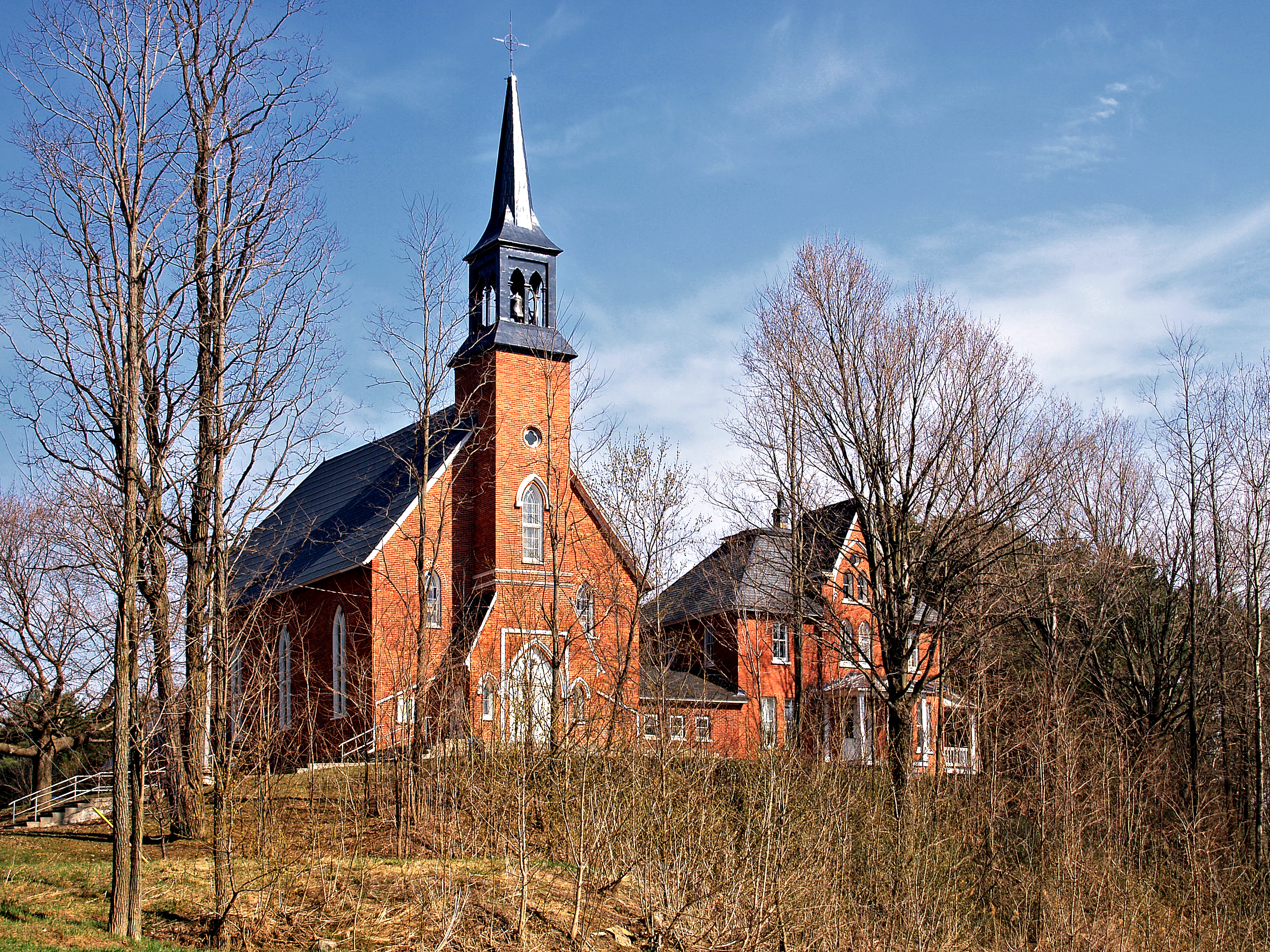
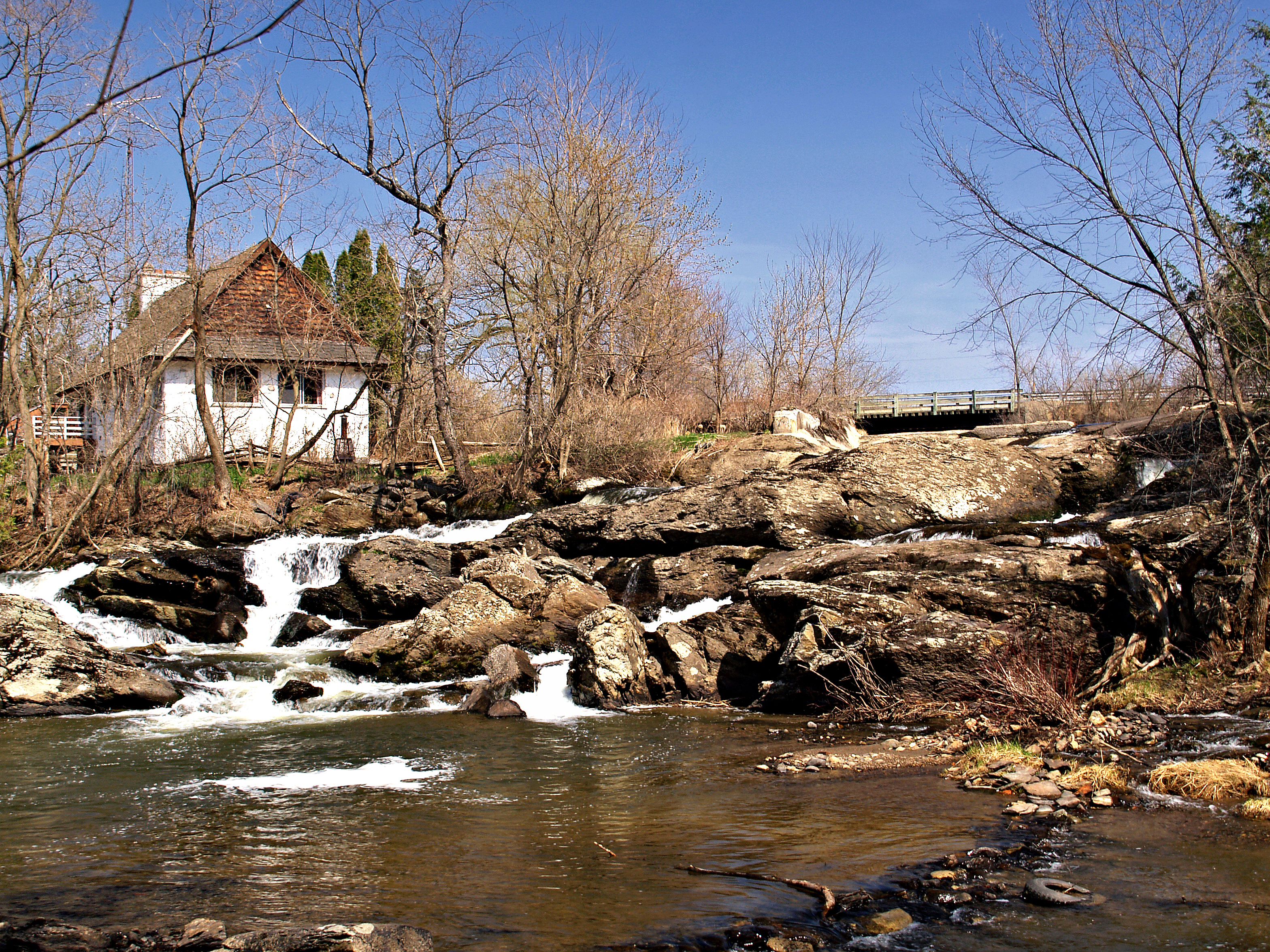

## أعلام
- إليجاه إدموند سبنسر
- ميشلين لانكتوت